# Samuel Viyuela
Samuel Viyuela González  (Madrid, 18 de octubre de 1988) es un actor español. Interpreta a Ricky Soler en la serie de Televisión Española, Servir y proteger.

## Biografía
Nació en Madrid, España, de padres actores: Pepe Viyuela y Elena González. También es hermano de la también actriz Camila Viyuela.
Su primera aparición en la televisión fue en 2006, en un episodio de la serie española El comisario, en Telecinco.

## Cine
| Año  | Película               | Personaje       | Director                          | Notas        |
| ---- | ---------------------- | --------------- | --------------------------------- | ------------ |
| 2008 | Pájaros muertos        | Oliver          | Guillermo Sempere y Jorge Sempere |              |
| 2009 | Zombies & Cigarettes   | Xavi            | Rafa Martínez e Iñaki San Román   | Cortometraje |
| 2011 | Área de descanso       | Nieto           | Michael Aguiló                    |              |
| 2015 | Año Cero               | Fran            | Mario Jara                        |              |
| 2015 | Ma ma                  | Enfermero Joven | Julio Medem                       |              |
| 2016 | El pozo                | Fernando        | Héctor Domínguez-Viguera          | Cortometraje |
| 2016 | Criaturas de la tierra | Luis            | Juan Rubio                        | Cortometraje |

## Series
| Año         | Serie                             | Canal               | Personaje                    | Notas         |
| ----------- | --------------------------------- | ------------------- | ---------------------------- | ------------- |
| 2005 - 2009 | Hospital Central                  | Telecinco           | Christian / Alumno de Isabel | 2 episodios   |
| 2006        | El comisario                      | Telecinco           |                              | 1 episodio    |
| 2007        | Los Serrano                       | Telecinco           |                              | 1 episodio    |
| 2006 - 2007 | Sin miedo a soñar                 | La Sexta            |                              | 19 episodios  |
| 2008        | Cuenta atrás                      | Cuatro              |                              | 1 episodio    |
| 2008        | Física o química                  | Antena 3            |                              | 2 episodios   |
| 2009        | Águila Roja                       | La 1                |                              | 1 episodio    |
| 2013        | Cuéntame cómo pasó                | La 1                | Soldado                      | 1 episodio    |
| 2014 - 2016 | El Príncipe (serie de televisión) | Telecinco           | Alfi                         | 3 episodios   |
| 2018 - 2019 | Servir y proteger                 | La 1                | Ricardo "Ricky" Campos Soler | 198 episodios |
| 2021        | Hache                             | Netflix             | Mateo                        | 5 episodios   |
| 2021        | Luimelia                          | Atresplayer Premium | Román                        | 1 episodio    |